# Dmitrij Torbinskij

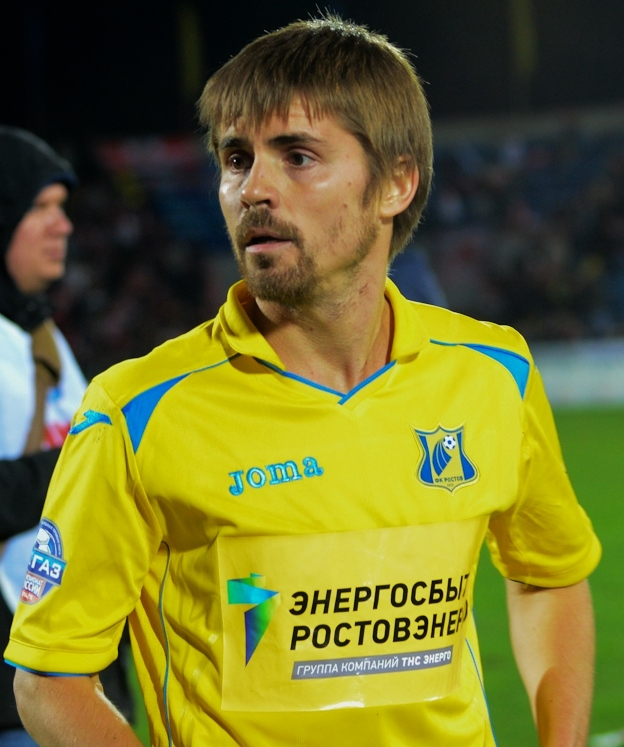
Dmitrij Torbinskij (2015)

Dmitrij Jevgeněvič Torbinskij (rusky Дмитрий Евгеньевич Торбинский; * 28. dubna 1984, Norilsk, RSFSR, Sovětský svaz) je bývalý ruský fotbalový záložník.

## Klubová kariéra
- FK Spartak Moskva (mládež)
- FK Spartak Moskva 2001–2007
- →  FK Spartak Čeljabinsk (hostování) 2005
- FK Lokomotiv Moskva 2008–2013
- FK Rubin Kazaň 2013–2014
- FK Rostov 2014–2015
- FK Krasnodar 2015–2017
- Pafos FC 2018
- FK Baltika Kaliningrad 2018
- FK Jenisej Krasnojarsk 2018–2019

## Reprezentační kariéra
Nastupoval za ruskou reprezentaci do 21 let.
V A-mužstvu Ruska debutoval 24. 3. 2007 v kvalifikačním utkání v Tallinnu proti reprezentaci Estonska (výhra 2:0).
Zúčastnil se EURA 2008 v Rakousku a Švýcarsku.
Trenér Leonid Sluckij jej zařadil do závěrečné 23členné nominace na EURO 2016 ve Francii, kde Rusko obsadilo se ziskem jediného bodu poslední čtvrté místo v základní skupině B. Torbinskij neodehrál na turnaji žádný zápas.